# GoPro
GoPro, Inc. (wcześniej: Woodman Labs, Inc) – amerykańskie przedsiębiorstwo elektroniczne specjalizujące się w produkcji kamer sportowych, często używanych w rejestrowaniu sportów ekstremalnych. GoPro dominuje na rynku kamer sportowych (stan na 2015 r.).

## Historia
Przedsiębiorstwo założył w 2002 roku Nick Woodman, po odbyciu podróży do Australii. Miał on wówczas nadzieję zrobić dobrej jakości zdjęcia podczas surfingu, ale nie było to możliwe, bo fotografowie-amatorzy nie mogli się dostatecznie zbliżyć, ani też zakupić dobrej jakości sprzętu w rozsądnej cenie. Do stworzenia GoPro zainspirowała go chęć posiadania aparatury rejestrującej mogącej utrwalić profesjonalny obraz.
Na rozpoczęcie działalności przedsiębiorstwa Woodman pierwsze pieniądze zebrał sprzedając ze swojego vana korale i paski z muszli poniżej kwoty 20 USD za sztukę, a później zarabiał na handlu modnymi pasami do kamer. Otrzymał też od rodziców ponad 230 000 USD na inwestycje.
W 2004 roku przedsiębiorstwo sprzedało pierwszą kamerę korzystającą z taśmy filmowej 35 mm. Cyfrowe urządzenia rejestrujące obraz nieruchomy i wideo zaprezentowano później. W 2014 roku dostępna była na rynku kamera HD ze stałoogniskowym obiektywem szerokokątnym (170°); dwa połączone urządzenia (lub więcej) mogły stworzyć film 360°.
W czerwcu 2014 roku przedstawiciele firmy ogłosili mianowanie Tony’ego Batesa (z kierownictwa Microsoftu) na prezesa podlegającego bezpośrednio Woodmanowi.
Po tym jak w 2015 roku liczba pracowników przekroczyła 500 osób, w czwartym kwartale tego samego roku sprzedaż spółki spadła. W styczniu 2016 roku zarząd zdecydował się zredukować liczbę pracowników o ok. 7% (100 osób).

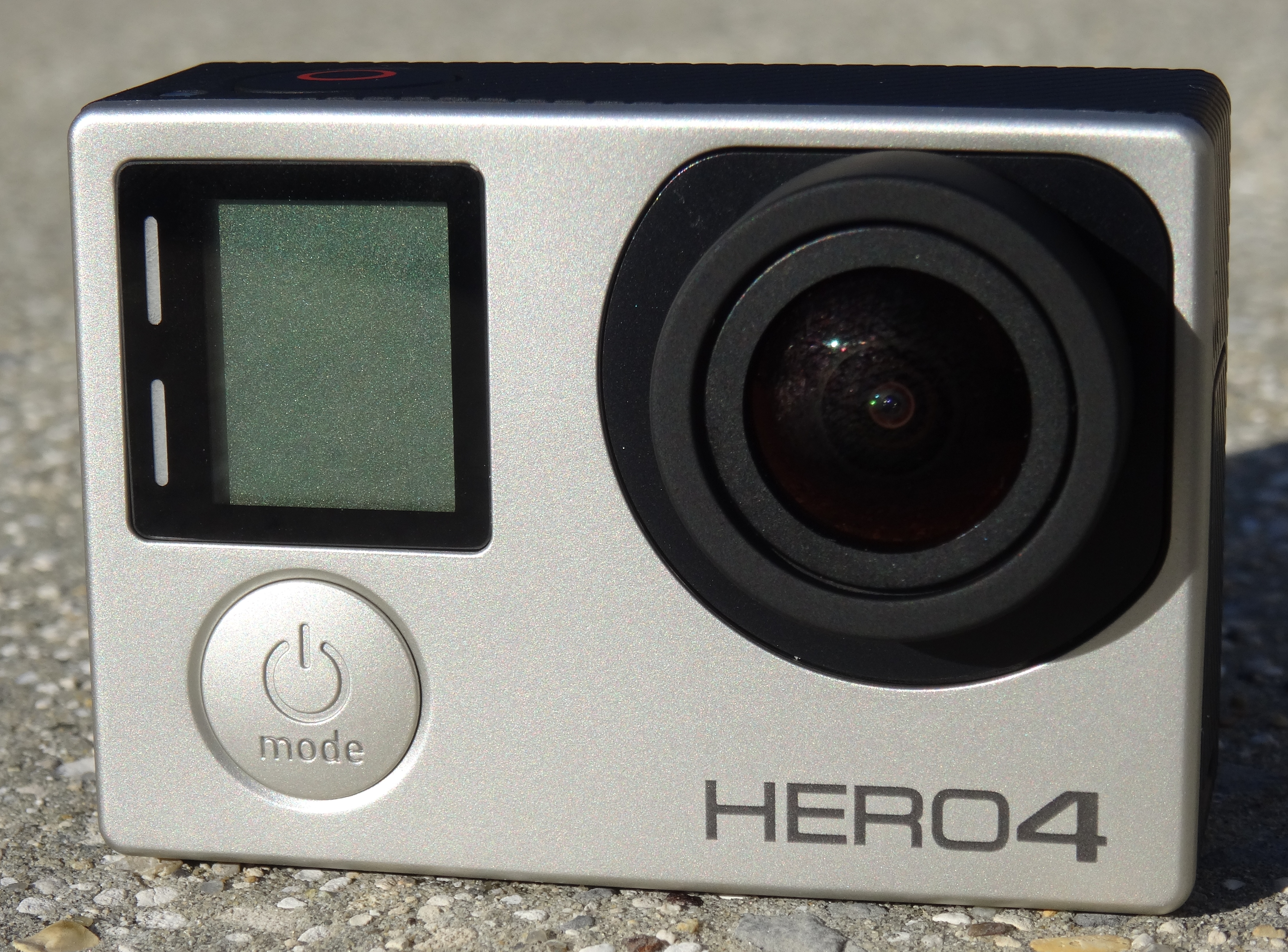
Kamera GoPro Hero 4 (Silver Ed.)

W styczniu 2016 roku GoPro połączył się z aplikacją Periscope, by użytkownicy kamer mogli korzystać ze strumienia wideo na żywo.
W listopadzie 2016 roku władze przedsiębiorstwa ogłosiły, że zwalniają kolejnych 200 pracowników (15%) by zredukować koszta prowadzenia działalności. Zarząd przekazał również informację o ustąpieniu ze stanowiska, pod koniec 2016 roku, prezesa Tony’ego Batesa. W marcu 2017 roku ogłoszono, iż zaplanowano zwolnienie kolejnych 270 pracowników, a w styczniu 2018 roku następne 250 osób (20%) miało stracić zatrudnienie, przez co siła robocza przedsiębiorstwa miała spaść poniżej 1000 osób.
Na początku października 2014 roku, w szczytowym momencie, udziały GoPro wyceniane były na 93,85 USD, ale pod koniec grudnia 2018 roku na jedynie 4,04 USD.

### Działania zarządu

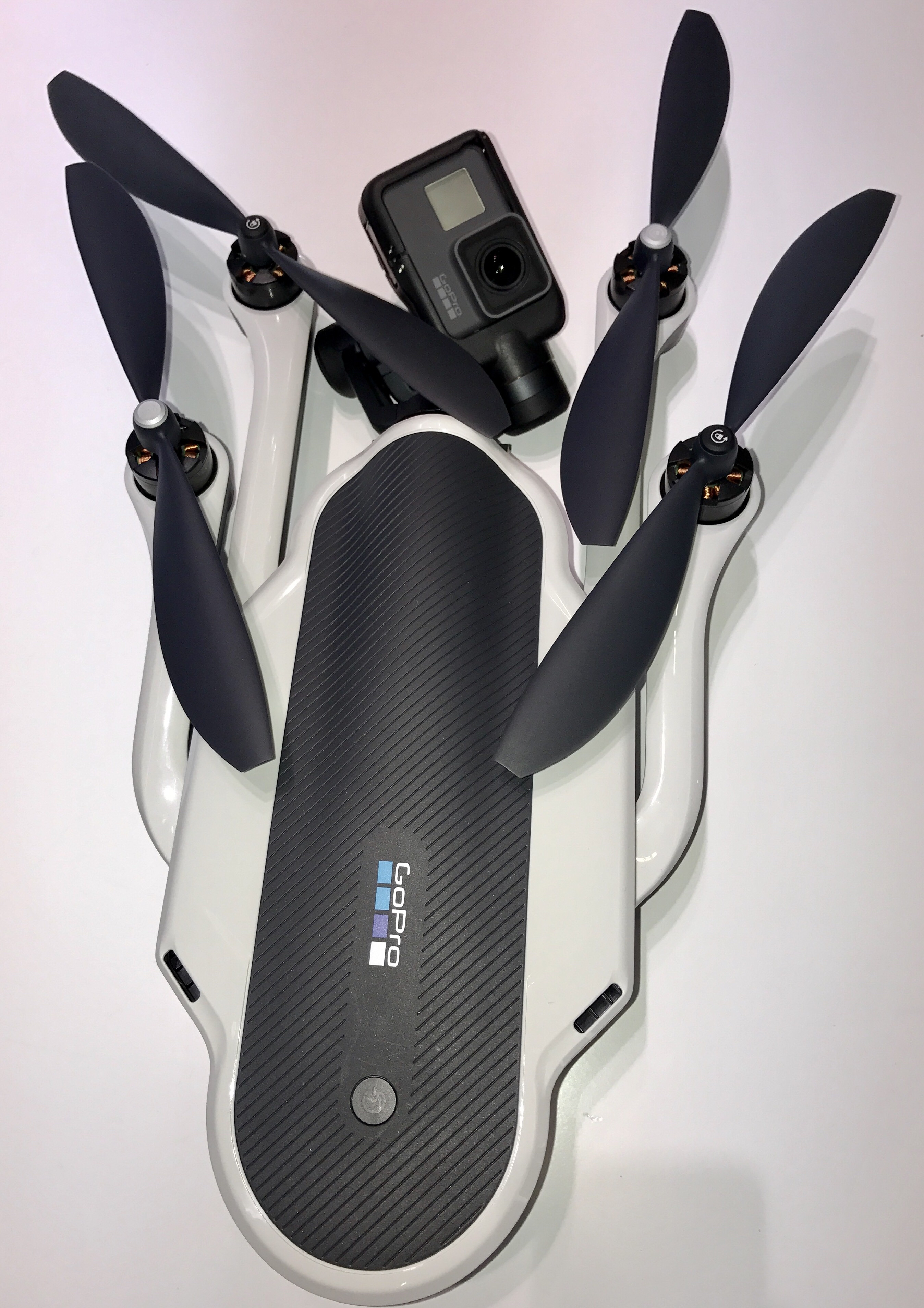
Dron GoPro Karma (2016)

W marcu 2011 roku GoPro nabyło CineForm. Zakup obejmował kodek wideo CineForm 444, użyty w filmie Slumdog. Milioner z ulicy (2008). Przedstawiciele firmy zapewnili, że nagranie HD i 3D jest tworzone szybciej przez kodek, jest też bardziej praktyczne, a jakość obrazu nie jest obniżona. Niedługo po zakupie CineForm zostało włączone do należącego do GoPro 3D Hero System.
W marcu 2013 roku GoPro opublikowało zawiadomienie dotyczące naruszenia amerykańskiej ustawy DMCA w związku z recenzją ich produktu na stronie DigitalRev.com. Przedstawiciele GoPro twierdzili, że znak towarowy użyty został z naruszeniem praw autorskich. 10 dni później oskarżenie zostało wycofane, zaznaczając, że było to „błędne egzekwowanie”.

## Modele kamer
(w nawiasie podano datę/rok premiery produktu)
- #001 – tradycyjny aparat na kliszę 35 mm (13 kwietnia 2005)[28]
- Hero 1 (2006)[28][29]
- Digital Hero3 (2007)[30]
- Hero 2 (24 października 2011)[28][31]
- Hero 3 (22 października 2012)[32]
- Hero 3+ Black/Silver (1 października 2013)[33]
- Hero 4 Black/Silver/Session (wrzesień 2014)[34]
- Hero 2014 (wrzesień 2014)
- Hero+LCD (czerwiec 2015)[35]
- Hero 5 Black/Session (wrzesień 2016)[36]
- Hero 6 Black (28 września 2017)[37]
- Fusion (24 listopada 2017)[38]
- Hero 7 Black/Silver/White (wrzesień 2018)[39]
- Hero 2018 (marzec 2018)
- Hero 8 Black (1 października 2019)[40]
- Max (1 października 2019)[40]
- Hero 9 Black (Wrzesień 2020)
- Hero 10 Black (16 września 2021)[41]
- Hero 11 Black (Wrzesień 2022)
- Hero 11 Black mini (25 października 2022)